# Берталанфи, Людвиг фон
Вот обновлённая статья с добавленными данными из предыдущего сообщения:
Карл Людвиг фон Бертала́нфи (нем. Ludwig von Bertalanffy; 19 сентября 1901, Вена — 12 июня 1972, Буффало, Нью-Йорк) — австрийский биолог, постоянно проживавший в Канаде и США с 1949 года. Первооснователь обобщённой системной концепции под названием «Общая теория систем». Постановщик системных задач — прежде всего, в сфере разработки математического аппарата описания типологически несходных систем. Исследователь изоморфизма законов в различных сегментах научного знания.
Сам фон Берталанфи описывает происхождение общей теории систем как результат конфликта между механицизмом и витализмом. Обе точки зрения были для него неприемлемы: первая — как тривиальная, вторая — как вообще антинаучная.

«В этих условиях я был вынужден стать защитником так называемой организмической точки зрения. Суть этой концепции можно выразить в одном предложении следующим образом: организмы суть организованные явления, и мы, биологи, должны проанализировать их в этом аспекте. … Одним из результатов, полученных мною, оказалась так называемая теория открытых систем и состояний подвижного равновесия, которая, по существу, является расширением обычной физической химии, кинетики и термодинамики. Оказалось, однако, что я не смог остановиться на однажды избранном пути и был вынужден прийти к ещё большей генерализации, которую я назвал общей теорией систем. Эта идея относится к весьма давнему времени — я выдвинул её впервые в 1937 году на семинаре по философии, проходившем под руководством Чарлза Морриса в Чикагском университете. Но в то время теоретическое знание, как таковое, пользовалось плохой репутацией в биологии, и я опасался того, что математик Гаусс однажды называл „крикливостью, или Boeotians“. Поэтому я спрятал свои наброски в ящик стола, и только после войны впервые появились мои публикации по этой теме.»

Физические системы отличаются от живых образований тем, что закрыты по отношению к внешней среде, тогда как живые организмы являются открытыми. Жизненный процесс организмов предполагает наличие входящего из окружающей среды потока материи, тип и объём которого определяется в соответствии с системными характеристиками организма. Так же осуществляется выход из системы в окружающую среду материи, как результата функционирования системы. Таким образом организмы обеспечивают себе дополнительную энергию, которая позволяет достигать негэнтропии, а также обеспечивает устойчивость системы по отношению к среде.

### Список произведений
- Общая теория систем: основы, развитие, применение = General System theory: Foundations, Development, Applications. — 1st ed. — New York: George Braziller, lnc., 1968. — 289 p.
- Общая теория систем — критический обзор // Исследования по общей теории систем: Сборник переводов / Общ. ред. и вст. ст. В. Н. Садовского и Э. Г. Юдина. — М.: Прогресс, 1969. С. 23-82.
- Общая теория систем — обзор проблем и результатов // Системные исследования: Ежегодник. — М.: Наука, 1969. С. 30-54.